# Пожежна частина

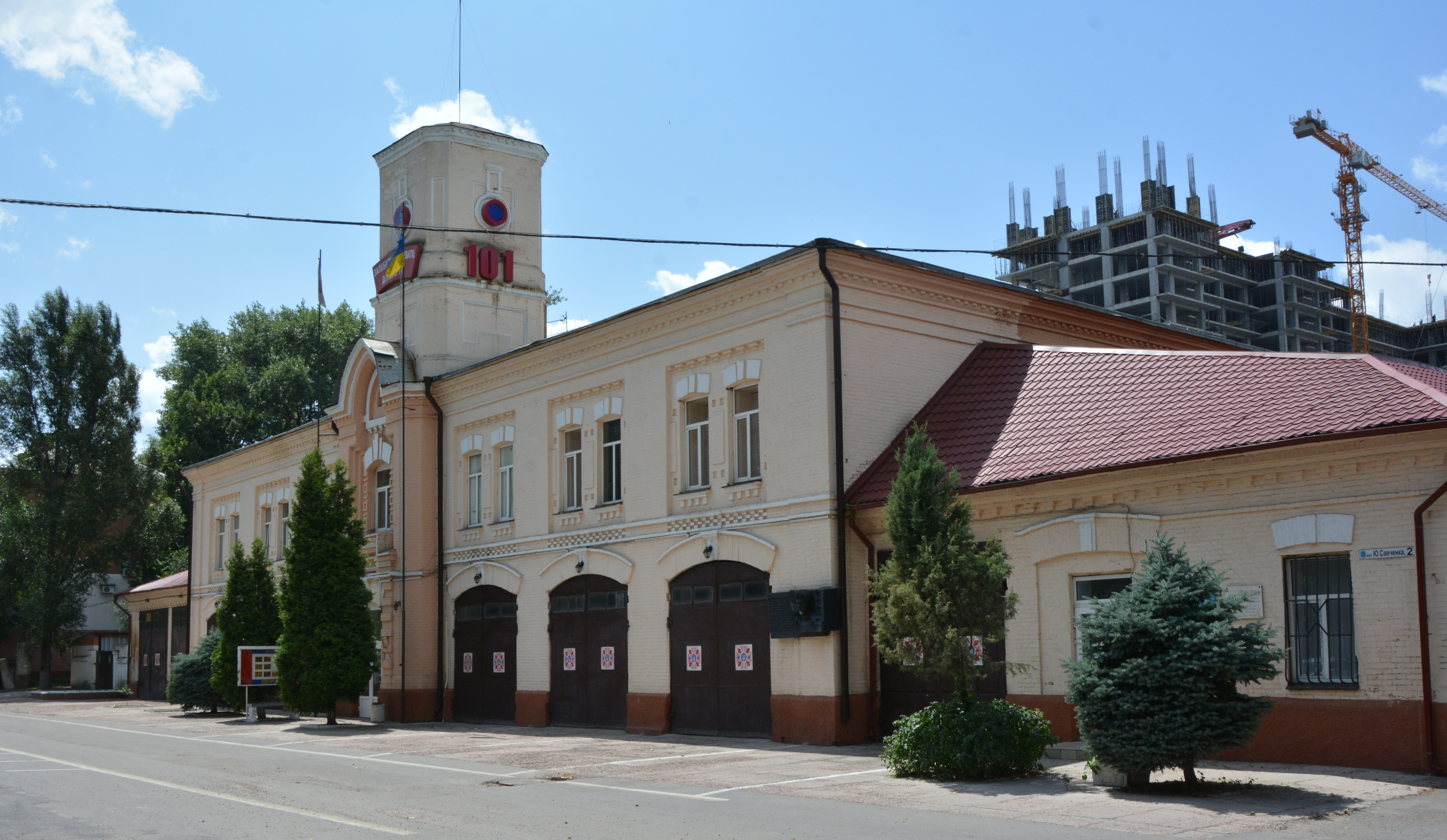
Будинок першої пожежної частини, місто Дніпро, вул. Савченка, 2

Пожежна частина або Пожежна станція (в Україні: Державний пожежно-рятувальний підрозділ (частина)) — споруда чи комплекс споруд для зберігання пристроїв для пожежогасіння, пожежних машин та супутніх транспортних засобів, засобів індивідуального захисту, пожежних рукавів та іншого спеціалізованого обладнання. Пожежні частини часто містять робочий і побутовий простір для пожежників та допоміжного персоналу.
У великих містах США пожежні частини часто називають іменами первинних пожежних компаній, приміром — Ladder 49. Інші пожежні станції називаються відповідно до району, мікрорайону, міста чи селища, де вони знаходяться, або за номером. В Україні пожежні частини мають в назві номер та належність до територіального управління, наприклад 15 ДЕРЖАВНА ПОЖЕЖНО-РЯТУВАЛЬНА ЧАСТИНА ГОЛОВНОГО УПРАВЛІННЯ ДЕРЖАВНОЇ СЛУЖБИ УКРАЇНИ З НАДЗВИЧАЙНИХ СИТУАЦІЙ У ЛЬВІВСЬКІЙ ОБЛАСТІ, скорочено 15 ДПРЧ ГУ ДСНС У ЛЬВІВСЬКІЙ ОБЛАСТІ.

## Споруди

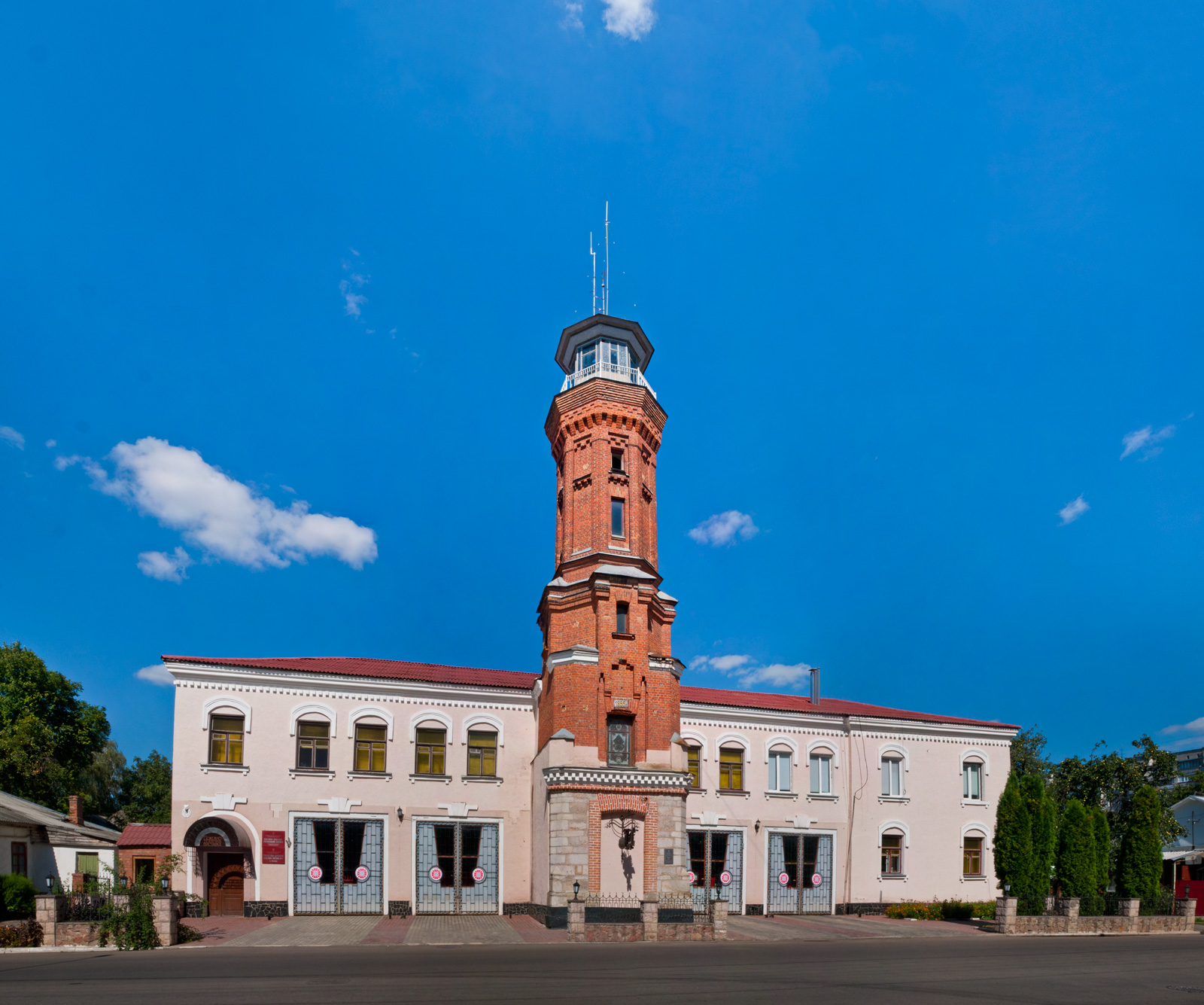
Каланча пожежної частини у місті Житомирі

Пожежна частина як мінімум має гараж для розміщення хоча б однієї пожежної машини. Також передбачено місце для зберігання обладнання, хоча найважливіше обладнання зберігається в самому транспортному засобі. Підходи до пожежної станції часто розміщуються з попереджувальними знаками про виїзд транспорту.
Пожежні частини часто будували з вежею для цілей, що змінювалися з часом. На таких вежах практикувалися висотному порятунку, сушили пожежні рукави та використовували як оглядовий майданчик для виявлення пожеж. В Україні наглядова вежа пожежної частини має назву «каланча». Каланча використовувалася як оглядовий майданчик для нагляду за містом та як можливість просигналізувати сусіднім пожежним частинам про пожежу та місце її виникнення.
На пожежній станції проводять регулярний огляд, чищення обладнання та навчальні тренування для підвищення практичних навичок пожежників. Пожежні частини влаштовують екскурсії для дітей.

## Галерея

### Історичні будівлі

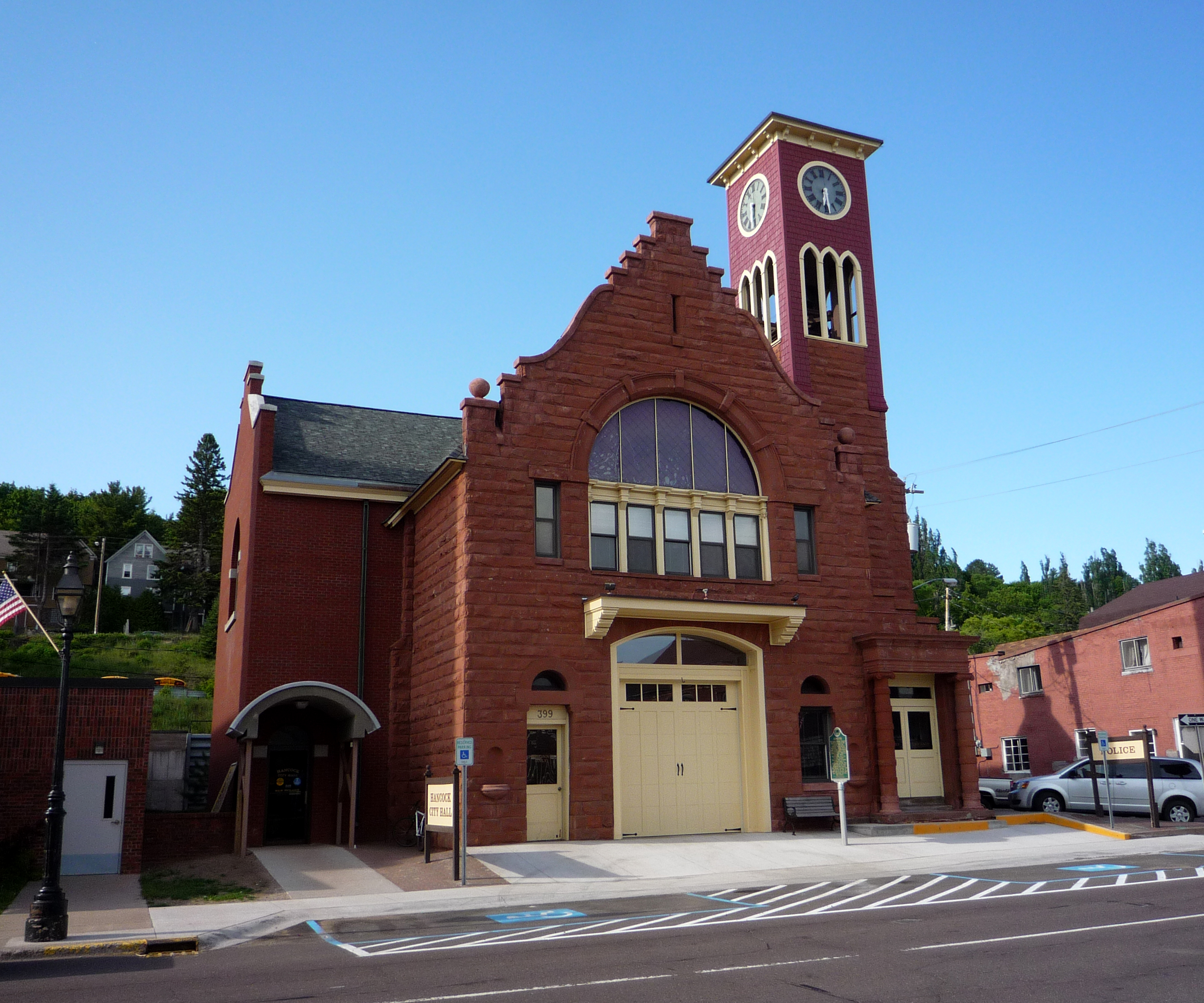
Пожежна частина 1899 року у місті Ганкок, Мічиган
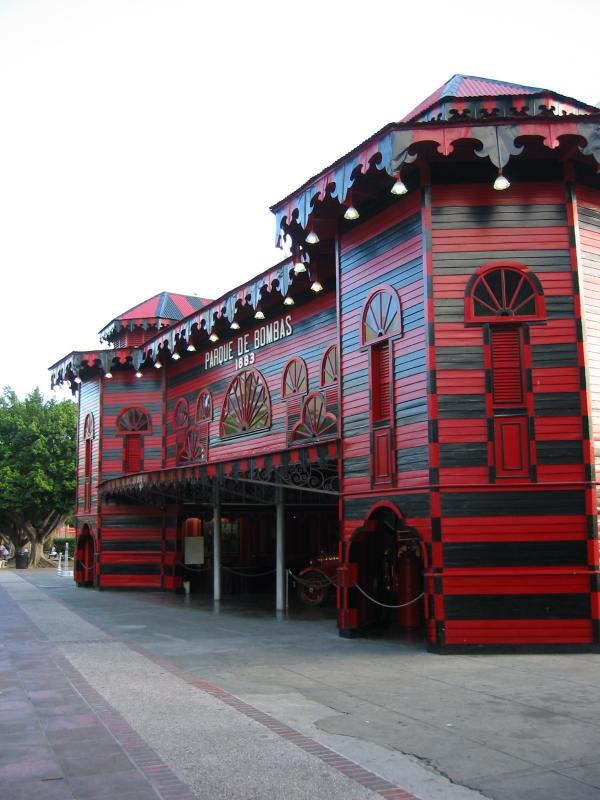
Пожежна частина 19-го століття у муніципалітеті Понсе, Пуерто-Рико
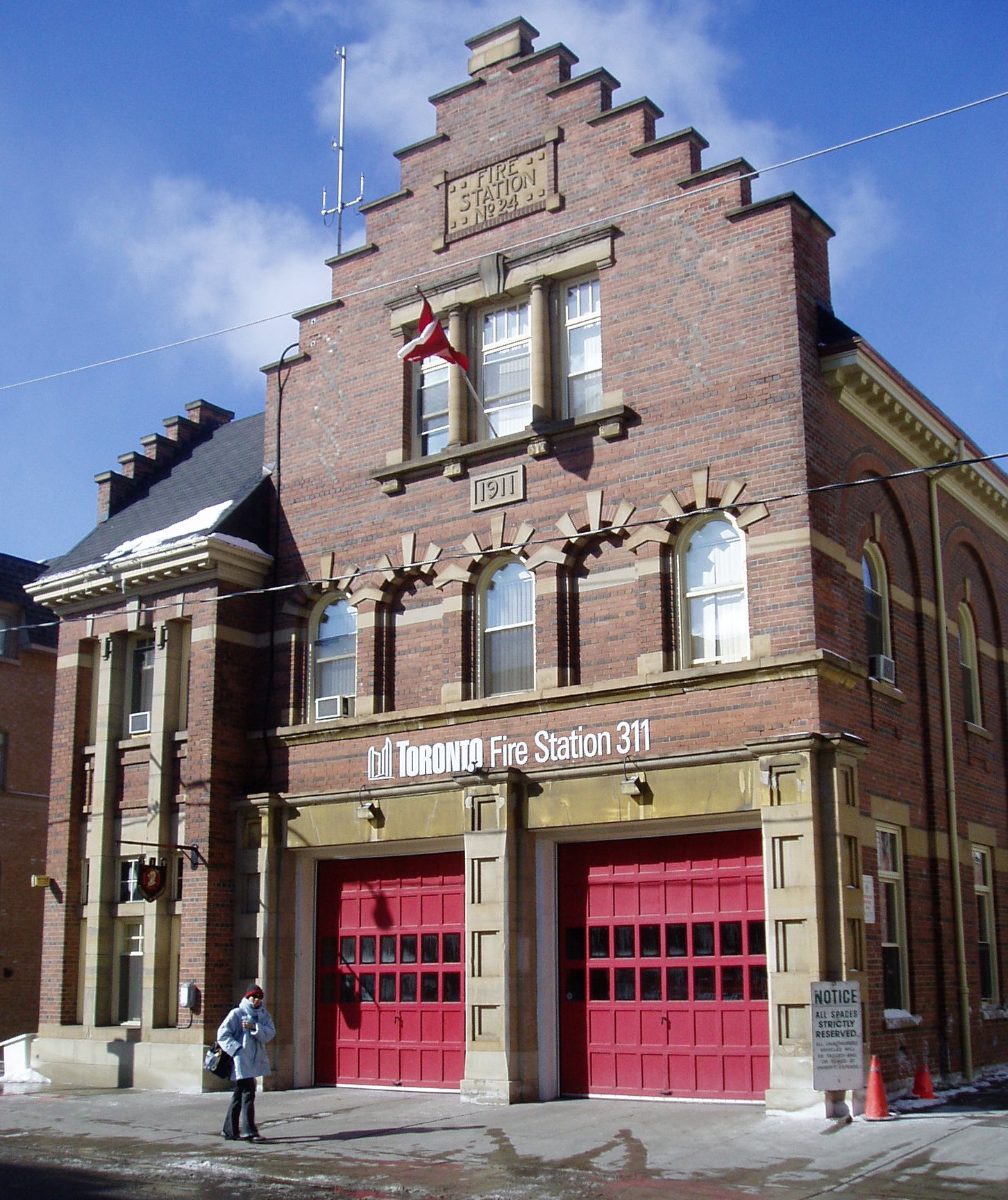
Пожежна частина у Торонто, Канада

### Сучасні будівлі

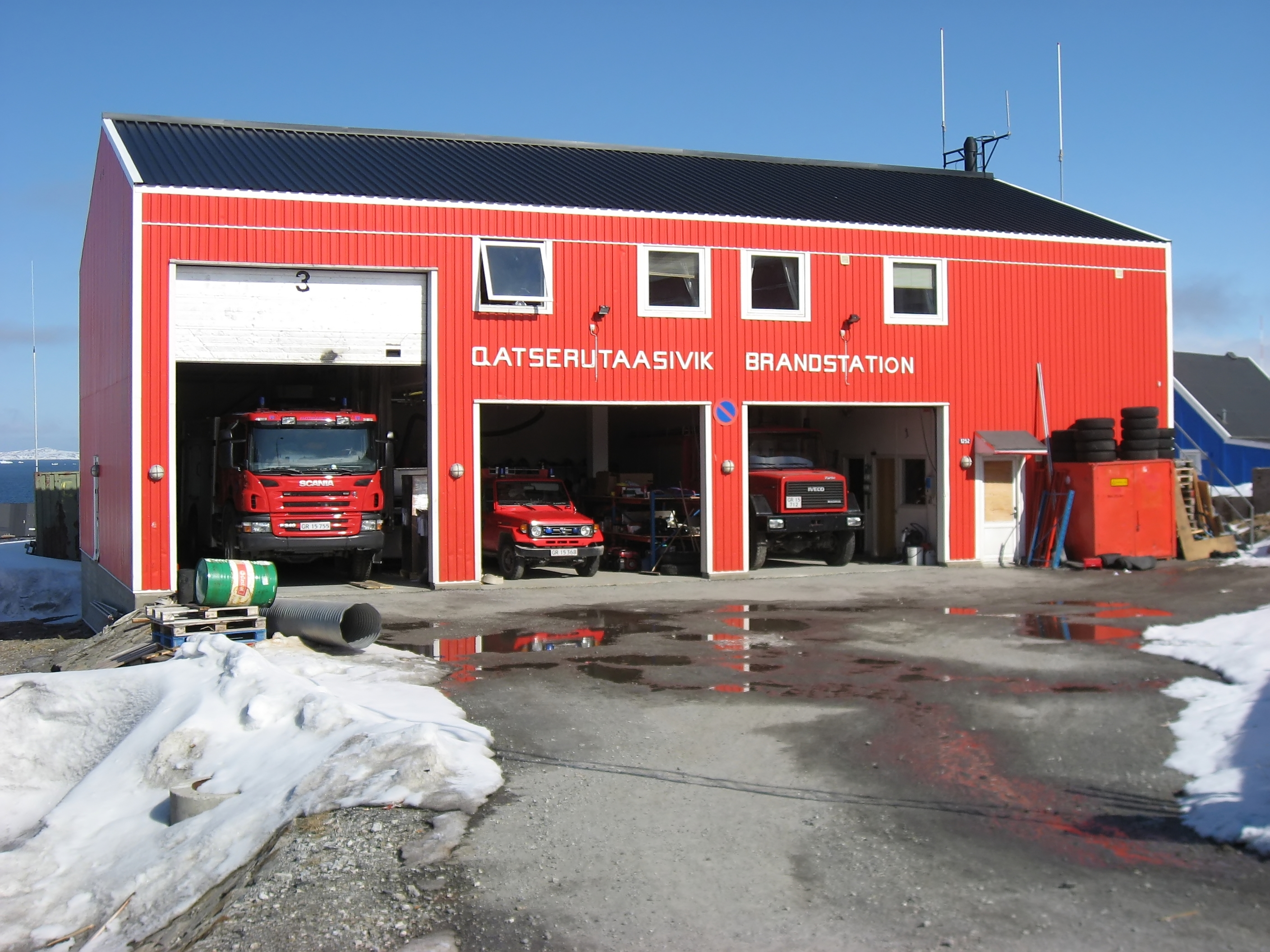
Пожежна частина у місті Упернавік, Гренландія
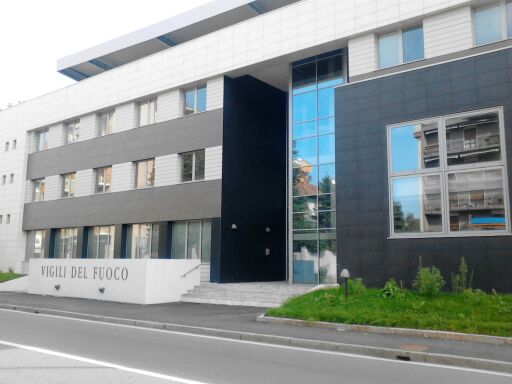
Пожежна частина у місті Монца, Італія
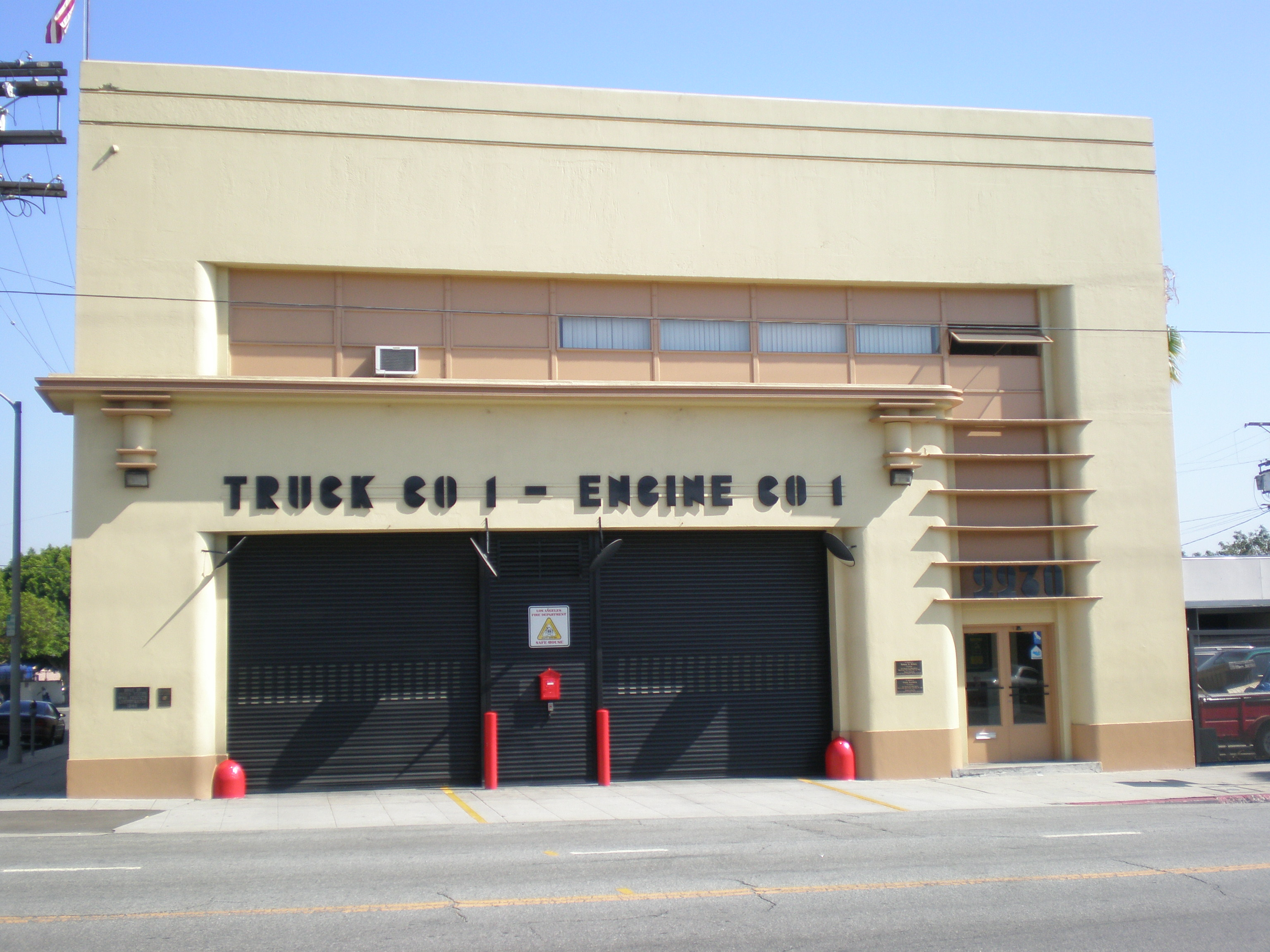
Пожежна частина у місті Лос-Анджелес, Каліфорнія, США
Пожежна частина у місті Вогга-Вогга, Новий Південний Уельс, Австралія